# غينزيب شومي
غينزيب شومي ريغاسا (مواليد 29 يناير 1991) عداءة مسافات متوسطة بحرينية الجنسية إثيوبية المولد. فازت بذهبية سباق 1500 متر في بطولة آسيا لألعاب القوى 2011 وبطولة آسيا لألعاب القوى داخل الصالات 2012. رقمها الشخصي في سباق 800 متر هو 2:01.18 دقيقة وفي سباق 1500 متر هو 4:05.16 دقيقة.

## المسيرة الرياضية
ولدت في إثيوبيا. قررت الهجرة إلى البحرين في عام 2010. شاركت لأول مرة في سباق للشابات في بطولة العالم للعدو الريفي 2010 حيث حلت سابعة عشر. حطمت الرقم القياسي في سباقي 800 متر و1500 متر في نفس العام. فازت بذهبية سباق 1500 متر في بطولة آسيا لألعاب القوى للناشئين 2010 بينما فازت بفضية سباق 3000 متر. شاركت في بطولة العالم للناشئين لألعاب القوى 2010 بعد بضعة أسابيع وبعدما حطمت الرقم القياسي البحريني بزمن قدره 4:14.05 دقيقة في التصفيلات إلا سرعتها انخفضت في النهائيات حيث حلت عاشرة في سباق 1500 متر. حطمت الرقم القياسي في سباق 800 متر للناشئات بزمن قدره 2:04.09 دقيقة في تصفيات ألعاب القوى في دورة الألعاب الآسيوية 2010 ولكن مرة أخرى انخفضت سرعتها في النهائيات لتحل ثامنة.
استطاعت أن تكون إحدى أفضل العداءات في المنطقة في عام 2011. انضمت إلى صفوف الكبار في سن العشرين عندما حلت في المركز الثلاثين في بطولة العالم للعدو الريفي 2011. حطمت الرقم القياسي في سباق 1500 متر بزمن قدره 4:11.27 دقيقة في تومبلان في يونيو. حققت ذهبية سباق 1500 متر في بطولة آسيا لألعاب القوى 2011 في الشهر التالي وهو أول لقب لها على المستوى القاري بينما حلت خامسة في سباق 800 متر. في دورة الألعاب العسكرية 2011 في ريو دي جانيرو حققت برونزية سباق 1500 متر. كانت غينزيب إحدى ثلاثة بحرينيات بالجنسية إثيوبيات بالمولد بالإضافة إلى ميمي بيليتي ومريم جمال يشاركن في سباق 1500 متر في بطولة العالم لألعاب القوى 2011. خرجت من تصفيات السباق. في أول ظهور رئيسي لها عالميا. عادت للمنافسة الإقليمية في نهاية العام من خلال الفوز بذهبيتي سباق 1500 متر و800 متر في البطولة العربية لألعاب القوى في العين والفوز بذهبية سباق 1500 متر وفضية سباق 800 متر في دورة الألعاب العربية 2011.
جمعت المزيد من الميداليات في بطولة آسيا لألعاب القوى داخل الصالات 2012 بتحقيقها ذهبية سباق 1500 متر وفضية سباق 800 متر خلف الصينية تشاو جينغ. وبعد هذا فازت بأول ميدالية لها في بطولة آسيا لاختراق الضاحية بحصولها على الميدالية البرونزية لتصعد على منصة التتويج مع مواطنتيها شيتايي إيشيتي وتيجيتو دابا.

## روابط خارجية
- غينزيب شومي على موقع الاتحاد الدولي لألعاب القوى (الإنجليزية)
- غينزيب شومي على موقع الدوري الماسي (الإنجليزية)
- غينزيب شومي على موقع أوليمبيديا (الإنجليزية)